# Rombach-völgyhíd
A Rombach-völgyhíd Németországban található, a Hannover–Würzburg nagysebességű vasútvonalon. A híd 95 méteres legnagyobb magasságával Németország második legmagasabb vasúti hídja. Építését 1983-ban kezdték, és három évnyi építkezés után, 1986-ban fejezték be.